# 政治事务委员会
政治事务委员会（英語：Political Affairs Committee，缩写为PAC）是英属圭亚那的一个政党。
1946年11月6日，该党由切迪·贾根、珍妮特·贾根、阿什顿·蔡斯和乔斯林·哈伯德创建。同一天，该党开始发行《PAC公报》，首次印刷60份。该公报通常每月出版1次或2次。该党呼吁引入普选制、自治、公平工资规则和土地改革。然而，支持殖民政权的媒体将该党视为一个共产主义掩护机构。
该党在1947年英属圭亚那大选中提名3名候选人，分别是贾根夫妇和哈伯德，但他们以独立人士的身份参选。切迪·贾根竞选中德梅拉拉选区，与现任议员约翰·达吉尔、HL·帕尔默和弗兰克·雅各布竞争；贾根以31%的选票获胜。珍妮特·贾根竞选乔治敦中央选区，排名第二；而哈伯德在乔治敦北选区参选，因种族主义的干扰而落败。
1950年1月1日，该党与英属圭亚那工党合并为人民进步党。